# Szilvafejű himalájapapagáj
A szilvafejű himalájapapagáj (Himalayapsitta cyanocephala) a madarak osztályának a papagájalakúak (Psittaciformes) rendjébe, ezen belül a szakállaspapagáj-félék (Psittaculidae) családjába tartozó faj. 
Korábbi nevei: szilvafejű papagáj vagy kékfejű papagáj.
Magyarországon a nyíregyházi állatparkban is megtalálható.

## Rendszerezése
A fajt Carl von Linné svéd természettudós írta le 1832-ban, a Psittacus nembe Psittacus cyanocephalus néven. Egyes források a Psittacula nembe sorolják Psittacula cyanocephala néven.

## Előfordulása
Ázsiában, Banglades, Kína, India, Nepál, Pakisztán és Srí Lanka területén honos. Természetes élőhelyei a szubtrópusi és trópusi síkvidéki és hegyi esőerdők, valamint szántóföldek. Állandó, nem vonuló faj.

## Megjelenése
Testhossza 37 centiméter, testtömege 56-85 gramm, keskeny farktolla 22 centiméter. A hím feje vöröseslilás színben pompázik. Tollazata zöld, biborvörös szárnyfolttal és szélső sárga farktollakkal.
|  |

## Életmódja
Kis csapatokban a talajon keresgéli magvakból, bogyókból, gyümölcsökből és nektárból álló táplálékát.

## Szaporodása
Fatörzs üregeibe, vagy elhagyott harkály odúba készíti fészkét. Fészekalja 4-6 tojásból áll, melyen 20 napig kotlik.

## Természetvédelmi helyzete
Az elterjedési területe rendkívül nagy, egyedszáma ugyan csökken, de még nem éri el a kritikus szintet. A Természetvédelmi Világszövetség Vörös listáján nem fenyegetett fajként szerepel.